# Wojska lotnicze

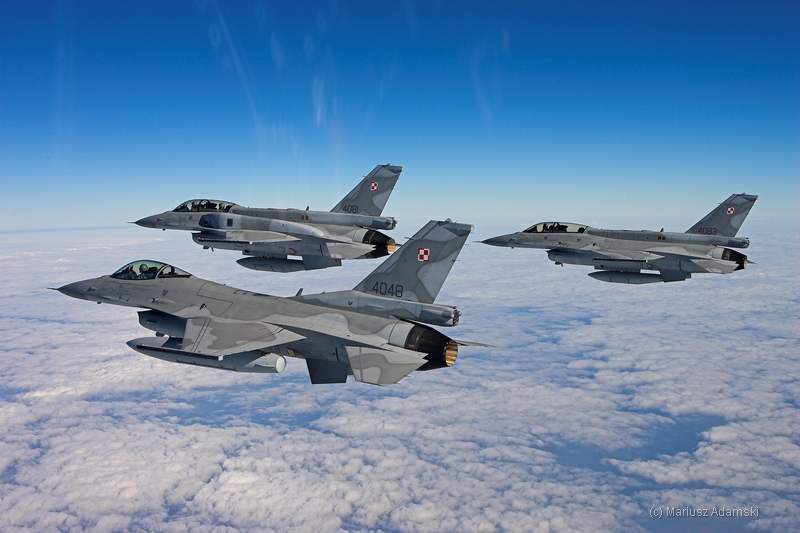
Wojska lotnicze

Wojska lotnicze – podstawowy rodzaj wojsk sił powietrznych występujący prawie we wszystkich armiach świata. 
Wojska lotnicze przeznaczone są do prowadzenia różnorakich działań bojowych, zarówno bezpośrednio na polu walki we współdziałaniu z innymi rodzajami wojsk, jak i samodzielnie na zapleczu przeciwnika.
Podstawowymi zadaniami realizowanymi przez jednostki lotnicze są: obrona przestrzeni powietrznej, niszczenie celów powietrznych, naziemnych i nawodnych, prowadzenie rozpoznania, transport ludzi i sprzętu. Wykonują także zadania w systemie ratownictwa lotniczego. 